# Joseph Salamé
Joseph Salamé (* 25. Dezember 1914 in Antelias; † 29. März 2004) war ein libanesischer maronitischer Geistlicher und Erzbischof von Aleppo.

## Leben
Joseph Salamé studierte Philosophie und Katholische Theologie sowie Rechtswissenschaft an der Université Saint-Joseph in Beirut. Am 10. März 1940 empfing er das Sakrament der Priesterweihe. Anschließend wirkte er als Protosynkellos der Erzeparchie Zypern. Zudem war er als Richter am patriarchalen Kirchengericht und als Präsident der Association théologique du Liban tätig.
Die Bischofssynode der maronitischen Bischöfe wählte ihn zum Erzbischof von Aleppo. Papst Paul VI. bestätigte seine Wahl zum Erzbischof von Aleppo am 15. März 1967. Der maronitische Patriarch von Antiochien, Pierre-Paul Kardinal Méouchi, spendete ihm am 14. Mai desselben Jahres die Bischofsweihe; Mitkonsekratoren waren der maronitische Erzbischof von Tyros, Joseph Khoury, und der maronitische Erzbischof von Zypern, Elie Farah. Vom 24. September 1967 bis zum 4. August 1977 fungierte Salamé zudem als Apostolischer Administrator der Apostolischen Administratur Latakia.
Am 9. Juni 1990 nahm die Bischofssynode der maronitischen Bischöfe das altersbedingte Rücktrittsgesuch von Joseph Salamé an.